# Loi du 15 juin 1906
La Loi du 15 juin 1906 sur les distributions d'énergie fut pendant un demi-siècle le pilier de l’organisation des compagnies électriques en France, votée à l’époque pour accélérer leur déploiement sur le territoire.
La loi du 15 juin 1906 a renouvelé l'appareil législatif français dans le domaine de la concession en donnant aux communes la responsabilité d'être autorités concédantes des réseaux publics d'électricité, tout en élargissant le champ et les moyens de l'intervention de l’État qui a désormais le droit, que la municipalité l’y autorise ou non, de permettre le transport de l'énergie électrique « qu'il y ait ou non des concessions antérieures et quelle que soit la catégorie des voies à emprunter ». 

## Histoire
Par son exceptionnelle longévité, à peine remise en cause par la nationalisation de 1946, la loi de 1906 s’est imposée dans le paysage, alors qu’elle a en fait été précédée de textes antérieurs sur le pouvoir des communes.

### Textes antérieurs et nouveau rôle de l’État en 1906

#### Multitude de dispositifs juridiques, multiples compagnies privées
Avant la loi de 1906, une multitude de dispositifs juridiques étaient en vigueur dans les communes, en France. Cela pouvait être des "permissions de voirie", des "autorisations de voirie", et parfois des "délégations de services publics". Mais tout cela, sans que le législateur impose un cadre unique, face à des compagnies privées d'électricité très nombreuses. Cela était laissé en quelque sorte à l'appréciation des maires des communes. Le législateur (et les compagnies privées) voyaient ce cadre comme étant source d'incertitude, alors que les compagnies avaient besoin de sécurité pour leurs investissements.

#### Intercommunalité et services publics locaux
Ainsi beaucoup d’élus font leur apprentissage de la coopération entre communes instaurée par la loi de 1890 relative aux syndicats de communes, mais qui est difficile d’application.  La loi du 5 avril 1884 tente d’y remédier en donnant un premier fondement juridique à la compétence des communes pour organiser les services publics locaux dont ceux du gaz et de l’électricité. La concession d'une distribution publique d'énergie est dans la nouvelle loi donnée « soit par la commune ou par le syndicat formé entre plusieurs communes, si la demande de concession ne vise que le territoire de la commune ou du syndicat, ou par le département dans l'étendue de celui-ci, soit par l'État dans les autres cas ».

#### Rôle de l'Etat en arrière-plan
Le rôle de l’État est  aussi affirmé car le texte précise que le «  contrôle de la construction et de l'exploitation est exercé, sous l'autorité du ministre chargé des travaux publics ». Dernier point important, les tarifs des redevances dues à l'État, aux départements et aux communes peuvent être fixés par des décrets en conseil d'État, rendus sur le rapport du ministre de l'intérieur, du ministre chargé des travaux publics, du ministre chargé du commerce, de l'industrie, des postes et télécommunications, du ministre de l'agriculture et du ministre des armées. Les tarifs sont fixés, en principe, par le cahier des charges, les clauses tarifaires ne sont pas considérées comme du seul ressort de la municipalité.

### La loi du 15 juin 1906 et le principe de concession
La loi du 15 juin 1906 oblige les communes qui ne sont pas encore dotées de distribution d'électricité à avoir recours à la concession de service public. Ainsi, la puissance publique (non pas l'Etat mais les communes) va commencer à s'immiscer de manière plus importante dans le comportement d'investissement des compagnies privées.
Le principe de concession porté par la loi de 1906 permet aux opérateurs de s'inscrire dans une durée longue. En effet, une collectivité locale donne à un opérateur un monopole territorial pour une durée de 30 ou 40 ans selon les concessions, en échange de contreparties. Ces contreparties consistent tout d'abord en un droit de regard pour la collectivité locale sur l'activité du concessionnaire (ces sociétés privées concessionnaires étaient par exemple en région parisienne Sud-lumière, Ouest-Lumière, Le Triphasé, Société d'éclairage et de force pour l'électricité, Nord-Est parisien ou Est-Lumière...). Ce droit de regard inclut les tarifs: la collectivité, ou le syndicat de communes, a son mot à dire concernant les tarifs appliqués aux usagers. Ces tarifs vont donc être négociés avec le concessionnaire. Le droit de regard porte par ailleurs sur les investissements auxquels la société concessionnaire s'engage, en contrepartie de la concession que lui accorde la collectivité: investissements devant servir par exemple l'ensemble du territoire communal, y compris les zones les moins rentables, sachant que les zones les plus rentables du territoire (qui sont dans l'hypercentre, par exemple, ou à proximité de bâtiments qui sont consommateurs en électricité, ou d'industries) permettront de financer par un mécanisme interne les investissements moins rentables.
La loi du 15 juin 1906 est un important dispositif au service du développement de nouveaux réseaux électriques, comme ce fut le cas à Bordeaux où s’était créée deux mois avant la promulgation de la loi une société dirigée par un ingénieur suisse, Adrien Palaz, prévoyant de construire le Barrage de Tuilières pour alimenter la ville à meilleur marché, malgré l’opposition de plusieurs conseillers municipaux. La loi autorise à donner le monopole de la distribution à un acteur, moyennant en contrepartie l'obligation de respecter certaines règles sur le produit, le service et le tarif.

### Jurisprudence et aménagements ultérieurs
Parmi les grands arrêts du Conseil d'État, l’Arrêt Théron du 4 mars 1910, confirme la compétence de la juridiction administrative pour un contrat de service public, dans une affaire à Montpellier.
Le concessionnaire n’est pas forcément une entreprise privée. Deux décrets, en 1917, permettront aux premières « régies » municipales de voir le jour, à  Bordeaux ou Grenoble. Strasbourg, Colmar et Metz adopteront un mécanisme analogue sous le régime allemand. Cependant à la Libération, les régies ne représentaient qu’environ 5 % de la production d’électricité.
La loi du 5 août 1920 a parallèlement encouragé la création de SICAE (Société d’Intérêt Collectif Agricole d’Électricité), coopératives agricoles. Mais la première période est marquée par des concessions accordées pour l’essentiel à des sociétés privées.
Le décret-loi de 1938 imposera de la part de l’État des baisses de prix aux distributeurs privés pour favoriser une certaine harmonisation entre le monde des villes et le milieu rural. Dans le même esprit, celui de 1935 débouche en 1936 sur la  création du Facé (Fonds d’amortissement des charges d’électrification), autorisé à effectuer un prélèvement sur les recettes des distributeurs d’électricité reversé au profit de l’équipement des communes rurales.
Ensuite, la loi de nationalisation de 1946 a confirmé l’existence du régime de la délégation de service public, sans laisser la possibilité à l’autorité concédante de choisir un concessionnaire différent d’EDF.